# Crocidura levicula
Crocidura levicula är en däggdjursart som beskrevs av Miller och Hollister 1921. Crocidura levicula ingår i släktet Crocidura och familjen näbbmöss. IUCN kategoriserar arten globalt som livskraftig. Inga underarter finns listade i Catalogue of Life.
Denna näbbmus förekommer på sydöstra och centrala Sulawesi. Den vistas i kulliga områden och i bergstrakter mellan 200 och 1000 meter över havet. Arten lever i regnskogar. Det är inte känt om den kan överleva utanför skogar.